# Carlo Mo
Carlo Mo (Piovene Rocchette, 1923 – Pavia, 18 agosto 2004) è stato uno scultore, incisore e scenografo italiano.
Esponente dell’Astrattismo, è riconosciuto soprattutto per l'utilizzo di figure geometriche in acciaio inox ed è considerato tra i più importanti scultori italiani del '900.

## Biografia

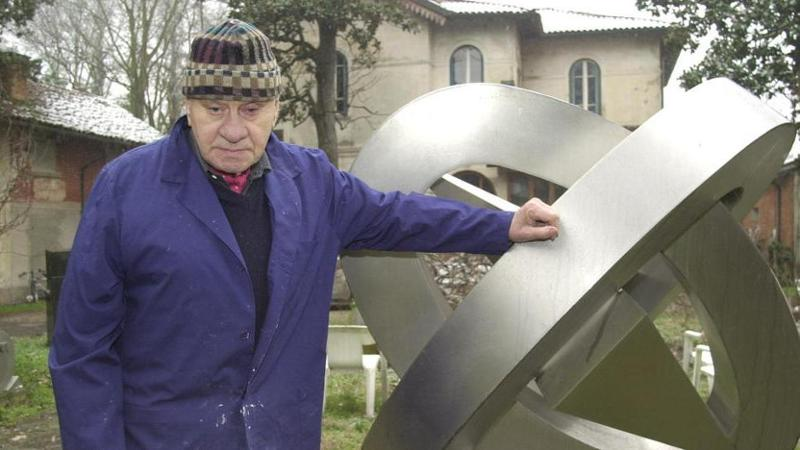
Carlo Mo con una sua opera

Carlo Mo nasce nel 1923 in un paese nella provincia di Vicenza ma è a Genova che inizia la propria formazione e a Pavia dove nel 1942 si trasferisce per compiere gli studi universitari. Nell'immediato dopoguerra viaggia molto, visitando dapprima i paesi scandinavi di Norvegia e Danimarca, la Francia, gli Stati Uniti e infine numerose nazioni dell'Africa Centrale. Stabilitosi nel Congo belga, l'artista comincia la sua attività di scultore e, tornato in Italia nel 1953, vanterà la sua prima mostra alla Galleria Cairola di Via della Spiga a Milano, seguita quindi da ulteriori esposizioni a Roma e Messina. L'anno seguente Mo espone alla X Triennale di Milano iniziando così a diventare conosciuto e richiesto da committenze anche internazionali. Tra i legami più duraturi instaurati dall'artista vi è quello con lo scultore Andrea Cascella, che lo influenzerà nelle opere successive.
Dal 1962 si occupa alla cura di scenografie e illuminazione di opere teatrali e concerti presso la Certosa di Pavia, nel 1968 in occasione della XV Triennale di Milano espone la scultura "Un popolo è se è libero" e collabora alla realizzazione del progetto urbanistico "Intervento in un centro antico". Nel 1969 il Governo del Madagascar gli affida la realizzazione del "Monumento al Portatore Malgascio", collocato poi nella cittadina di Andapa.
Dagli anni Settanta e Ottanta prende parte ad un'importante serie di mostre personali e collettive nelle città di Amsterdam, Basilea, Bologna, Bruxelles, Locarno, Milano, Tokyo e Venezia. Dopo essere entrato in diverse collezioni, tra cui l'Hirshhorn Museum di Washington, tiene per circa un decennio la cattedra di Scultura presso la Nuova Accademia di Belle Arti di Milano. La produzione dei due decenni si concentra su grandi sculture in acciaio inossidabile, la cui rappresentazione fortemente geometrica è solo il punto di partenza per un forte impianto dinamico. Nel 1980 realizza a Pavia "Contrasto 1979", dedicato a Gerolamo Cardano, e "Contro la Violenza: Equilibrio e Determinazione" nel comune di Cesano Boscone. A Milano le sculture realizzate sono rappresentate principalmente da "Halley", presso l'Aeroporto di Milano-Linate "Enrico Forlanini" e da "Evoluzione" ideata per la sede del MedioCredito Lombardo di Piazzale Luigi Cadorna. La Camera di Commercio di Pavia gli conferisce nel 1989 il premio “Sigillo d’oro”, sottolineando il valore delle sue creazioni per la cultura e l’economia della città. 

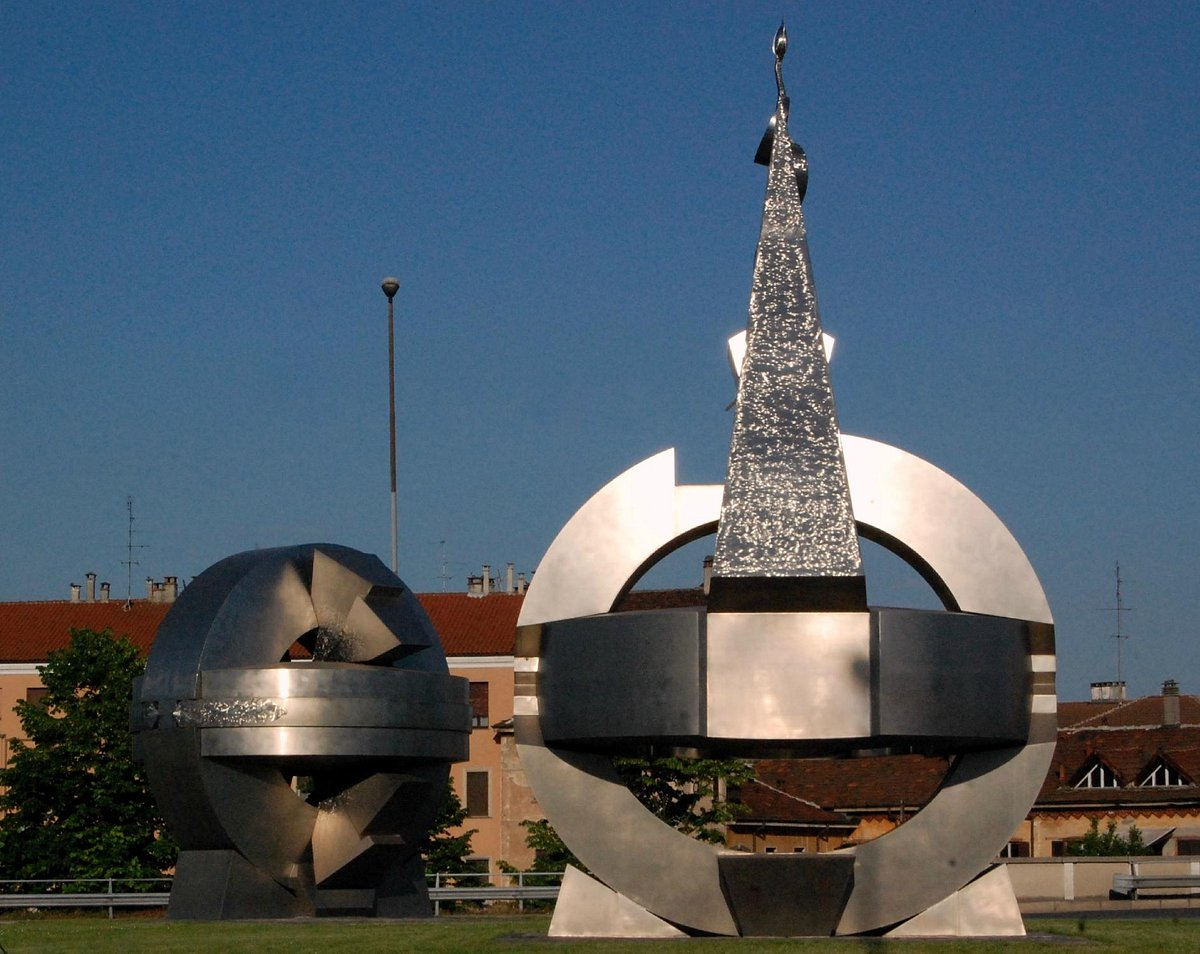
Il Monumento ai Re Longobardi di Pavia

Nei primi mesi del 1991 realizza per l'azienda Tecno una seduta in legno e metallo chiamata "Chip". Nel 1992 il Comune di Pavia dedica a Carlo Mo una mostra presso la Chiesa di Santa Maria Gualtieri. Nel 1993 viene ultimata un'imponente opera (iniziata nel 1951 e la cui massima altezza misura di 11 metri), collocata sulla neonata rotatoria antistante il Policlinico San Matteo di Pavia, raffigurante in due strutture distinte il re longobardo Alboino e la Regina Teodolinda. La capacita dell'artista di leggere lo spazio circostante e le sue proporzioni ha garantito all'ampia opera un particolare apprezzamento da parte del pubblico.
"Verso Itaca", posizionata sull'Autostrada A7 Milano-Serravalle e "Deposizione", una fusione in bronzo e Acciaio Corten, realizzata per la piazza del Duomo a Pavia rappresentano due delle ultime opere dell'artista.
Carlo Mo muore a Pavia il 18 agosto 2004, la tomba viene inserita nel Famedio nel Cimitero monumentale di Milano. Nel 2009 la rassegna cittadina “Autunno Pavese” gli rende omaggio con una mostra dei suoi manifesti più significativi. 
La Casa-Museo a Pavia, gestita dalla famiglia, ospita nel grande parco un percorso di arte contemporanea a cielo aperto, e presenta una mostra permanente incentrata sulle opere dell'artista.

### Stile
Grazie all'affetto di Carlo Mo verso le città di Milano, Pavia e Genova è in queste città che si concentra principalmente il suo impegno per l'arredo urbano; quest'ultimo si dimostra molto spesso monumentale ma sempre caratterizzato da un particolare interesse verso i disagi di una società moderna e frenetica. L'armonia urbanistica come collante tra cittadini e paesaggio è esemplificata dal progetto "Intervento in un centro antico", proposto nel 1968 in occasione della XV Triennale di Milano, in cui si presentava l'idea innovativa di un'isola pedonale. Le sculture più mature dell'artista sono per lo più in acciaio inossidabile, materiale definito dallo stesso Mo "unico perché capace di bloccare la luce", l'utilizzo massivo del metallo e di elementi geometrici quali sfere, cerchi e cunei rappresentano per l'autore parti di un pensiero imprigionato e riflesso tramite la luce. L'uso di figure geometriche nella scultura si ripercuote anche nella ristretta produzione pittorica.

## Opere

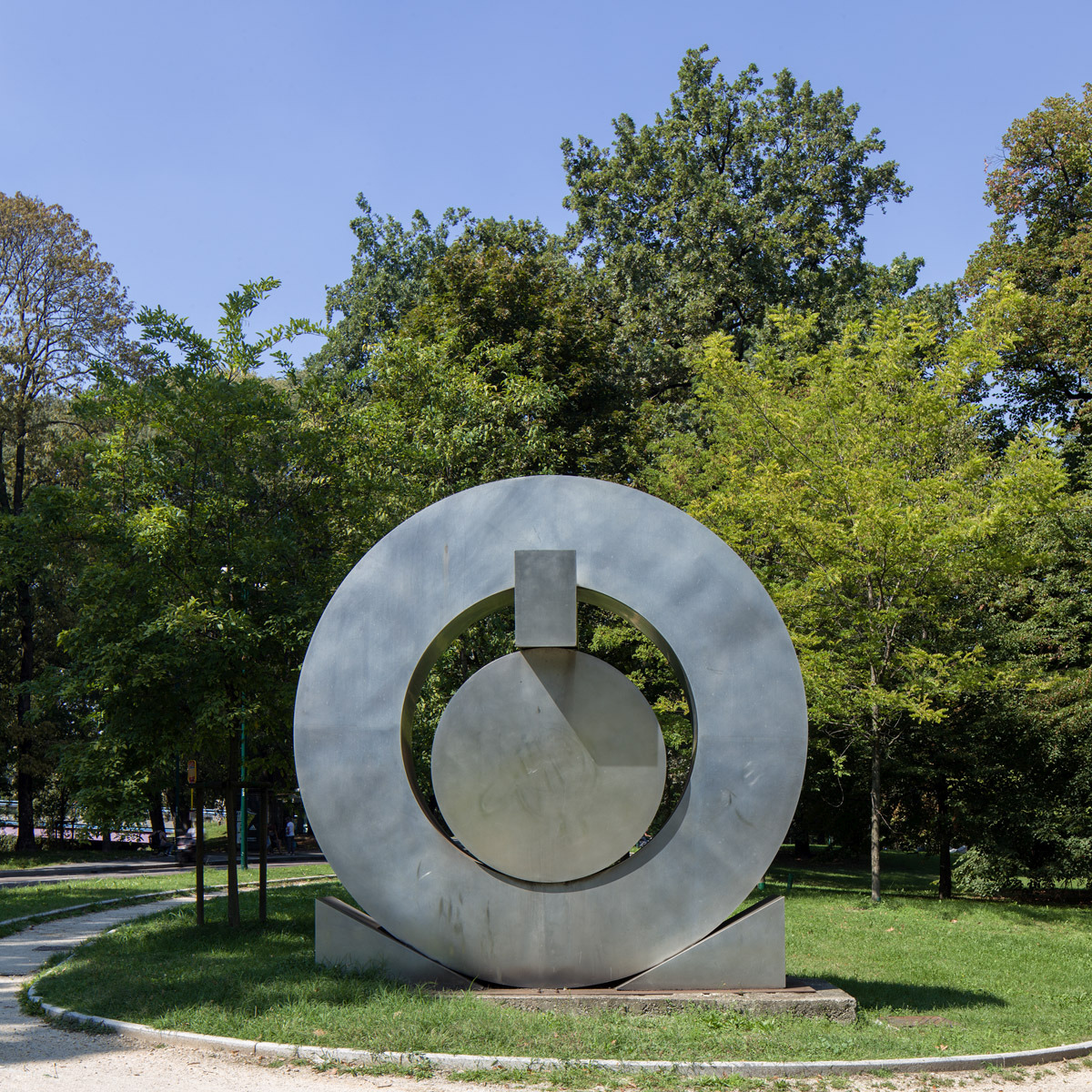
L'opera "Feroce Equilibrio" in esposizione nei giardini della Triennale di Milano

Carlo Mo ha spaziato in diversi campi artistici ma la scultura monumentale rimane l’arte più caratterizzante di questo autore.

### Sculture
- Testa di Cavallo, 1953
- Cavallo Meccanico, 1966
- Un popolo è se è libero, 1968
- Monumenti al Portatore Malgascio, 1970
- Feroce Equilibrio, 1972
- Vestali, 1974
- Contrasto 1979, 1980
- Contro la Violenza: Equilibrio e Determinazione, 1980
- Quarzo, 1983
- Halley, 1984
- Evoluzione, incerta
- Uomo Meccanico, 1885
- Paganini, incerta
- Dei della germinazione, incerta
- Dedicato a…, 1992
- Monumento ai Re Longobardi, 1993
- Il Re e la Regina, 1993
- L'Attesa, 1996
- Verso Itaca, 1997
- Il Sogno, 1997
- Rithmo, 1999
- Deposizione, incerta

### Disegno industriale
- Chip per Tecno, 1991